# Vânători (Mureș)
Vânători (Hongaars: Héjjasfalva) is een comună in het district Mureş, Transsylvanië, Roemenië. Het is opgebouwd uit vijf dorpen, namelijk:
- Archita
- Feleag
- Mureni
- Şoard
- Vânători (Hongaars: Héjjasfalva)

## Demografie
De comună heeft een bevolking van 3.993. Deze is opgebouwd uit 1.877 (47%) Roemenen, 1.038 (26%) Hongaren, 1.038 (26%) Roma en 40 (1%) anderen.